# Olympische Sommerspiele 1964/Fußball – Viertelfinale
Spiele des Viertelfinals des olympischen Fußballturniers 1964. Die Gewinner der Spiele qualifizieren sich für das Halbfinale. Die Verlierer spielen eine Platzierungsrunde um die Plätze 5 bis 8.

## Deutschland – Jugoslawien 1:0 (1:0)
| Deutschland                                                     | Deutschland | Jugoslawien | Jugoslawien |
| --------------------------------------------------------------- | --- | --- | ----------- |
| Deutschland                                                     | \| 18. Oktober 1964 um 14.00 Uhr in Tokio (Prinz-Chichibu-Stadion) \| \| Schiedsrichter: Gregg de Silva ( Malaysia) \|                                                                | \| 18. Oktober 1964 um 14.00 Uhr in Tokio (Prinz-Chichibu-Stadion) \| \| Schiedsrichter: Gregg de Silva ( Malaysia) \|                                                    | Jugoslawien |
| Deutschland                                                     | Jürgen Heinsch – Klaus Urbanczyk, Manfred Geisler – Herbert Pankau, Manfred Walter, Gerhard Körner – Bernd Bauchspieß, Otto Fräßdorf, Henning Frenzel, Jürgen Nöldner, Eberhard Vogel | Ivan Ćurković – Živorad Jevtić, Svetozar Vujović – Rudolf Belin, Milan Čop, Zoran Miladinović – Silvester Takač, Slaven Zambata, Ivica Osim, Lazar Radović, Dragan Džajić | Jugoslawien |
| Deutschland                                                     | 1:0 Frenzel (1.) | | Jugoslawien |
| 18. Oktober 1964 um 14.00 Uhr in Tokio (Prinz-Chichibu-Stadion) | | |             |
| Schiedsrichter: Gregg de Silva ( Malaysia)                      | | |             |

## Ungarn – Rumänien 2:0 (1:0)
| Ungarn                                                        | Ungarn | Rumänien | Rumänien |
| ------------------------------------------------------------- | --- | --- | -------- |
| Ungarn                                                        | \| 18. Oktober 1964 um 14:00 Uhr in Yokohama (Mitsuzawa-Stadion) \| \| Schiedsrichter: Menahem Ashkenazi ( Israel) \|                                         | \| 18. Oktober 1964 um 14:00 Uhr in Yokohama (Mitsuzawa-Stadion) \| \| Schiedsrichter: Menahem Ashkenazi ( Israel) \|                                                  | Rumänien |
| Ungarn                                                        | József Gelei – Dezső Novák, Kálmán Ihász – Károly Palotai, Árpád Orbán, Ferenc Nógrádi – János Farkas, Tibor Csernai, Ferenc Bene, Imre Komora, Sándor Katona | Ilie Datcu – Ilie Greavu, Bujor Hălmăgeanu – Emil Petru, Ion Nunweiller, Nicolae Georgescu – Ion Pârcălab, Gheorge Constantin, Ion Ionescu, Dan Coe, Carol Creiniceanu | Rumänien |
| Ungarn                                                        | 1:0 Csernai (2.) 2:0 Csernai (84., Strafstoß) | | Rumänien |
| 18. Oktober 1964 um 14:00 Uhr in Yokohama (Mitsuzawa-Stadion) | | |          |
| Schiedsrichter: Menahem Ashkenazi ( Israel)                   | | |          |

## Tschechoslowakei – Japan 4:0 (1:0)
| Tschechoslowakei                                          | Tschechoslowakei | Japan | Japan |
| --------------------------------------------------------- | --- | --- | ----- |
| Tschechoslowakei                                          | \| 18. Oktober 1964 um 14:00 Uhr in Tokio (Komazawa-Stadion) \| \| Schiedsrichter: Eunapio de Queiroz ( Brasilien) \|                                                   | \| 18. Oktober 1964 um 14:00 Uhr in Tokio (Komazawa-Stadion) \| \| Schiedsrichter: Eunapio de Queiroz ( Brasilien) \|                                                                         | Japan |
| Tschechoslowakei                                          | František Schmucker – Anton Urban, Karel Pičman – Josef Vojta, Vladimír Weiss, Ján Geleta – Ján Brumovský, Ivan Mráz, Karel Lichtnégl, Vojtech Masný, František Valošek | Kenzō Yokoyama – Hiroshi Katayama, Yoshitada Yamaguchi – Ryōzō Suzuki, Aritatsu Ogi, Mitsuo Kamata – Saburō Kawabuchi, Shigeo Yaegashi, Kunishige Kamamoto, Teruki Miyamoto, Tadashi Watanabe | Japan |
| Tschechoslowakei                                          | 1:0 Brumovský (43.) 2:0 Brumovský (59.) 3:0 Vojta (69., Strafstoß) 4:0 Mráz (86.)                                                                                       | | Japan |
| 18. Oktober 1964 um 14:00 Uhr in Tokio (Komazawa-Stadion) | | |       |
| Schiedsrichter: Eunapio de Queiroz ( Brasilien)           | | |       |

## Ghana – V.A.R. 1:5 (1:1)
| Ghana                                                              | Ghana | Vereinigte Arabische Republik | Vereinigte Arabische Republik |
| ------------------------------------------------------------------ | --- | --- | ----------------------------- |
| Ghana                                                              | \| 18. Oktober 1964 um 14:00 Uhr in Ōmiya (Ōmiya-Park-Fußballstadion) \| \| Schiedsrichter: Rudi Glöckner ( Deutsche Demokratische Republik) \|                                                 | \| 18. Oktober 1964 um 14:00 Uhr in Ōmiya (Ōmiya-Park-Fußballstadion) \| \| Schiedsrichter: Rudi Glöckner ( Deutsche Demokratische Republik) \|                      | Vereinigte Arabische Republik |
| Ghana                                                              | Edward Dodoo – Sam Acquah, Emmanuel Oblitey – Ben Acheampong, Charles Addo-Odametey, Emmanuel Nkansah – Joseph Agyemang-Gyau, Wilberforce Mfum, Edward Aggrey-Fynn, Kofi Pare, Mohammadu Salisu | Ahmed Reda – Amin Darwish, Amin El-Esnawi – Rifaat El-Fanaguili, Ahmed Gad, Mohamed El-Sherbini – Ibrahim Riad, Ali Etman, Hamdi Badawi, Taha Ismail, Mahmoud Hassan | Vereinigte Arabische Republik |
| Ghana                                                              | 1:0 Mfum (37.) | 1:1 Badawi (42.) 1:2 Badawi (61.) 1:3 Riad (65.) 1:4 El-Fanagili (69.) 1:5 El-Fanagili (85.)                                                                         | Vereinigte Arabische Republik |
| 18. Oktober 1964 um 14:00 Uhr in Ōmiya (Ōmiya-Park-Fußballstadion) | | |                               |
| Schiedsrichter: Rudi Glöckner ( Deutsche Demokratische Republik)   | | |                               |